# Jane Anger
Jane Anger (1560 - 1600) va ser una autora anglesa del segle xvi i la primera dona en publicar una defensa completa del seu gènere en anglès. El títol de la seva defensa, Jane Anger Her Protection For Women va ser publicada el 1589. En el segle setze era rar que les dones poguessin escriure i publicar temes no religiosos i encara més que argumentessin contra la supremacia del home.

## Vida i carrera
Els estudiosos no saben gairebé res sobre la vida de Jane Anger, de fet, tan sols és coneguda com a escriptora del pamflet, Jane Anger Her Protection For Women (1589). Hi havia varies Jane Anger que vivien a Anglaterra en aquell temps, però cap d'elles ha estat identificada com l'escriptora del pamflet. Segons Moira Ferguson, la història dels cognoms en aquest període suggereixen que el seu cognom era probablement derivat de l'anglicanització del francès "Anjou". Anne Prescott argumenta que," presumiblement, el Jo Anger, el poema del qual apareix al final del volum, era un familiar o cònjuge". Altres han suggerit que "Jane Anger" era el pseudònim d'un escriptor. Altres evidències suggereixen que Jane Anger podia ser una dona real i que la seva obra estava lliure de limitacions de gènere.

## Obra
El pamflet defensa les dones i fa serioses reclamacions pel que fa a l'autoria femenina. Per primer cop, el seu text portava una distintiva nova veu a l'escriptura anglesa, emfatitzant en la veu de la ràbia femenina. Donat que Jane Anger va ser la primera dona polemista important en anglès, no hi ha dubte que Anger mostra l'interès i valor en la creació de consciència feminista, ja que, a l'Edat Mitjana, la polèmica feminista era un dels temes favorits en les disputes acadèmiques. En el seu pamflet, Jane constantment toca la consciencia del lector apuntant que les dones no eren prou segures per expressar les seves pròpies opinions o emocions i obre amb una critica de les pràctiques retòriques masculines, parant una especial atenció al seu èmfasi de la forma per sobre del fons. Immediatament apunta una contradicció entre els escriptors d'alts valors, que col·loca les dones com a estímuls a la seva creativitat i la decadència de dones. També toca la idea del mite que acompanya el clam dels homes respecte a la inspiració. Descriu els detalls de com la ignorància dels homes envers les dones els porten a malinterpretar els comportaments d'aquestes, particularment, en relació amb el sexe.
El més important que apunta Anger és que els homes continuen malinterpretant a les dones perquè els escriptors assumeixen que les dones no són capaces d'entrar a l'esfera masculina de la paraula impresa per desafiar-los. Anger intenta contestar alguns càrrecs dels homes contra la falta de moralitat de les dones, argumentant que la pròpia luxúria dels homes és el motiu per inventar la idea de la naturalesa lasciva de les dones.

## Context històric
Hi hi havia una manca d'institucions educatives formals per noies durant els primers temps, però això no va impedir que algunes dones adquirissin l'habilitat en lectura i escriptura. Laura Knoppers suggereix que l'educació informal per a noies va tenir lloc en llocs i formes múltiples. El procés d'escriptura va ser enllaçat amb la lectura dels llibres. A causa que els llibres eren molt cars, algunes dones els copiaven i feien les seves pròpies anotacions al marges del llibre. Alguns estudis feministes primerencs suggereixen que el procés d'aprenentatge de l'escriptura de les dones va començar a casa, el que va provocar que les dones escrivissin sobre cuina, talla de fusta o costura. La veu de moltes escriptores mostren obertament el seu suport per les jerarquies de gènere i de classe.